# Следнево (Сафоновский район)
Следнево — деревня  в  Смоленской области России,  в Сафоновском районе. Население – 4 жителя (2007 год)  .  Расположена в центральной части области в 7 км к западу от города Сафонова, в 0,5 км южнее автодороги М1 «Беларусь», на берегу реки Перемча. В 3,5 км юго-западнее деревни железнодорожная станция Вышегор на линии Москва — Минск.  Входит в состав Вышегорского сельского поселения.

## История
Упоминается в писцовых книгах XVII века как имение дворян Исленьевых. В годы Великой Отечественной войны деревня была оккупирована гитлеровскими войсками в сентябре 1941 года, освобождена в 1943 году.

## Известные люди
- 16 февраля 1893 года в деревне, в бывшем имении Александровское родился советский военный деятель, Маршал Советского Союза Михаил Николаевич Тухачевский.